# Fulrad

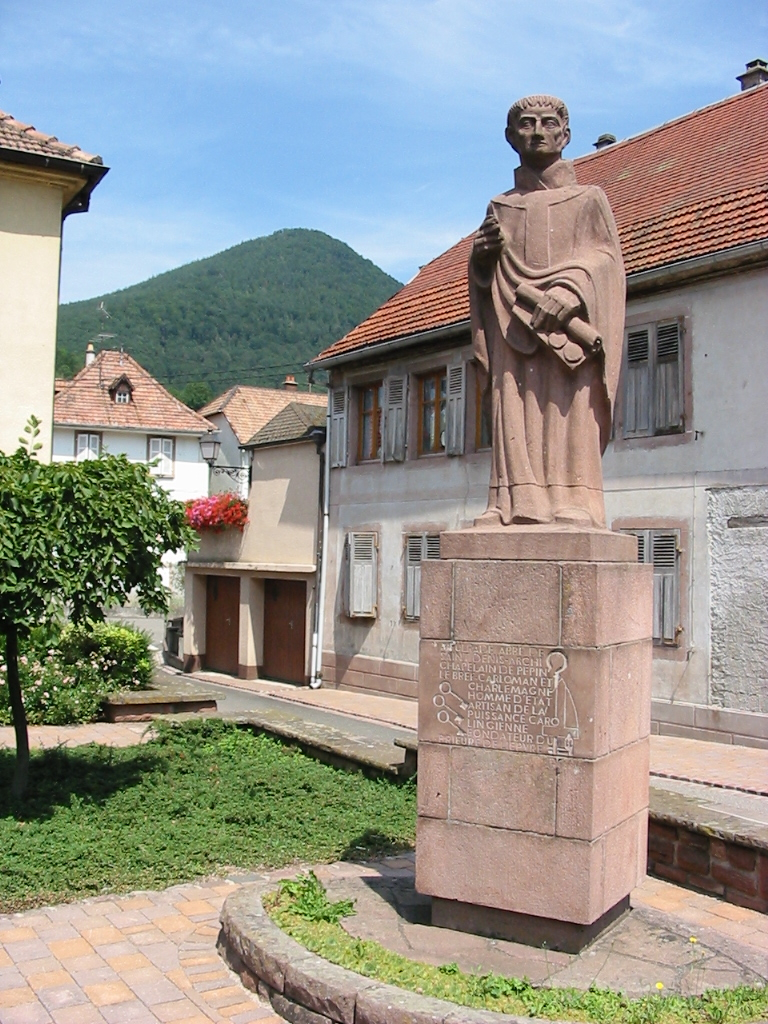
Fulrad-Statue in Lièpvre

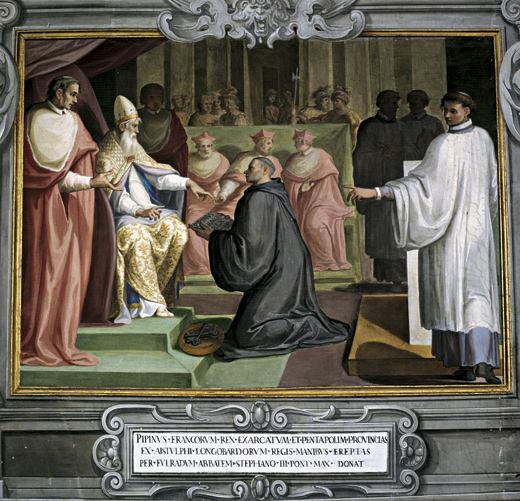
Fresko: Papst Stephan II. nimmt 756 von Abt Fulrad die Schenkungsurkunde Pippins über die Pippinsche Schenkung entgegen.

Fulrad (* um 710 in Andaldovillare (heute Saint-Hippolyte) im Elsass; † 16. Juli 784 in Saint-Denis) war ein Benediktiner, Abt der Abtei Saint-Denis und eine der einflussreichsten Persönlichkeiten der zweiten Hälfte des 8. Jahrhunderts.
Fulrads Eltern Riculf und Ermengard hatten reiche Besitzungen im Gebiet von Mosel und Maas; enge Beziehungen der Familie mit anderen Familien des fränkischen Hochadels, u. a. den Widonen, sind nachgewiesen. Fulrad selbst wird das erste Mal im Jahr 749 erwähnt, gehört aber zu diesem Zeitpunkt schon zu den wichtigsten Ratgebern Pippins des Jüngeren. Von Pippin, zu diesem Zeitpunkt noch Hausmeier, wird Fulrad zusammen mit Bischof Burkard von Würzburg zu Papst Zacharias gesandt, um die Absetzung des Merowingers Childerich III. und die Einsetzung Pippins zum neuen fränkischen König zu erreichen.
Nach der erfolgreichen Mission erhielt Fulrad 750, wohl als Dank Pippins, die wichtige Abtei Saint-Denis und wurde 751 zum Vorsteher der Hofkapelle ernannt. Daneben war er weiterhin an diplomatischen Aktivitäten beteiligt; so verhandelte er 756 die Übergabe des Exarchats von Ravenna an den Heiligen Stuhl und blieb Verbindungsmann der fränkischen Könige zum Papst. Hadrian I. verlieh ihm den Titel eines archipresbiter Franciae und machte ihn damit zum Primas der fränkischen Geistlichkeit.
Im Jahr 752 ist er zusammen mit Graf Ruthard im königlichen Dienst bezeugt. Von Ruthard erwarb er Besitz im Breisgau, der eigentlich dem Reich zustand. Die „Adelungcella“ (Hoppetenzell) wurde ihm durch Adalung, Bischof von Eichstätt, übertragen. 
Auch an der Missionierung der Sachsen soll Fulrad beteiligt gewesen sein. Es wird angenommen, dass die Mönche des Abtes Fulrad von Saint-Denis und dieser selbst um 777 im Lerigau missionierten.
Als Abt von Saint-Denis gelang es ihm, verloren gegangene Besitzungen des Klosters zurück und neue Gebiete hinzu zu gewinnen und durch zahlreiche Kloster- und Zellengründungen im elsässischen und südbadischen Raum die Bedeutung von Saint-Denis zu steigern; u. a. entstanden auf seine Initiative hin die Klöster in Leberau, Salonnes, St. Pilt (heute Saint-Hippolyte) und Esslingen am Neckar, eventuell auch in Schwäbisch Gmünd. Auch zu bayerischen Klöstern wie Tegernsee, Salzburg oder Schäftlarn knüpfte er Beziehungen.
Seinen enormen Eigenbesitz im Elsass, aber auch in Schwaben und Rom, vermachte er in seinem Testament dem Kloster Saint-Denis.